# Passer pyrrhonotus
Passer pyrrhonotus là một loài chim trong họ Passeridae, sinh sống ở quanh vùng thung lũng sông Ấn ở Nam Á. Nó rất giống họ hàng là sẻ nhà, nhưng nhỏ hơn và bộ lông có đặc điểm riêng biệt. Giống như ở loài sẻ nhà, chim trống có bộ lông sáng hơn chim mái và chim non, bao gồm các vệt lông màu đen và lông chỏm đầu màu nâu. Chim trống có dải màu nâu hạt dẻ chạy xuống từ đầu ra sau mắt còn chim mái có màu lông đầu sậm màu hơn các loài sẻ khác. 
Trong phạm vi sinh sản của thung lũng Indus ở Pakistan và miền tây Ấn Độ, loài chim sẻ Sind phân bố khá rải rác trong môi trường sống ven sông và đầm lầy với cây bụi gai và cỏ cao. Trong mùa không sinh sản, một số cá thể di chuyển vào môi trường sống khô hơn khi chúng phân tán khoảng cách ngắn từ môi trường sinh sản của chúng, hoặc di cư sang phía tây Pakistan và cực đông của Iran. Vì loài này khá phổ biến và mở rộng phạm vi phân bố, loài này được đánh giá là loài ít quan tâm trong Danh sách đỏ của IUCN. Chim sẻ Sind là xã hội trong các nhóm nhỏ trong khi săn mồi và sinh sản, và trong trú đông. Chúng chủ yếu ăn hạt và ăn côn trùng ít thường xuyên hơn, kiếm ăn gần mặt đất. Các tổ được tạo ra trong các nhánh cây gai, và là những khối cầu hình cầu không được xây dựng tròn trịa lắm làm cỏ hoặc các vật liệu thực vật khác và được lót bằng chất liệu mềm hơn. Cả chim trống và chim mái đều tham gia vào việc xây dựng tổ và chăm sóc chim non, và mỗi cặp thường có 2 lứa với 3-5 chim con mỗi mùa sinh sản.